# (21721) Feiniqu
(21721) Feiniqu (1999 RY119) – planetoida z pasa głównego asteroid okrążająca Słońce w ciągu 3,53 lat w średniej odległości 2,32 j.a. Odkryta 9 września 1999 roku.